# Championnats du monde de gymnastique artistique 1913
Navigation
Édition précédente Édition suivante
Les 6e championnats du monde de gymnastique artistique ont eu lieu à Paris en France.

## Résultats hommes

### Concours par équipes
| Rang               | Pays                                                                                        | Total   |
| ------------------ | ------------------------------------------------------------------------------------------- | ------- |
| Médaille d'or      | BOH Joseph Czada, Václav Donda, Robert Prazák, Karel Stary, Ferdinand Steiner, Josef Sykora | 804,500 |
| Médaille d'argent  | France N. Aubry, Ben Sadoun, Laurent Grech, Marquelet, Louis Segura, Marcos Torres          | 777,750 |
| Médaille de bronze | ITA Pietro Bianchi, Guido Boni, Osvaldo Palazzi, Guido Romano, Paolo Salvi, Giorgio Zampori | 772,250 |

### Concours général individuel
| Rang               | Pays             | Gymnaste      | Total   |
| ------------------ | ---------------- | ------------- | ------- |
| Médaille d'or      | France           | Marcos Torres | 142,000 |
| Médaille d'argent  | Tchécoslovaquie¹ | Karen Stary   | 141,500 |
| Médaille de bronze | Tchécoslovaquie¹ | Josef Sykora  | 136,500 |

### Cheval d'arçon
| Rang              | Pays   | Gymnaste        | Total  |
| ----------------- | ------ | --------------- | ------ |
| Médaille d'or     | ITA    | Giorgio Zampori | 19,750 |
| Médaille d'argent | France | Marcos Torres   | 19,250 |
| Médaille d'argent | France | N. Aubry        | 19,250 |
| Médaille d'argent | ITA    | Osvaldo Palazzi | 19,250 |

### Anneaux
| Rang          | Pays   | Gymnaste        | Total  |
| ------------- | ------ | --------------- | ------ |
| Médaille d'or | France | Laurent Grech   | 19,750 |
| Médaille d'or | France | Marcos Torres   | 19,750 |
| Médaille d'or | ITA    | Giorgio Zampori | 19,750 |
| Médaille d'or | ITA    | Guido Boni      | 19,750 |

### Barres parallèles
| Rang               | Pays       | Gymnaste        | Total  |
| ------------------ | ---------- | --------------- | ------ |
| Médaille d'or      | ITA        | Giorgio Zampori | 20,000 |
| Médaille d'or      | ITA        | Guido Boni      | 20,000 |
| Médaille de bronze | Luxembourg | Pierre Hentges  | 19,500 |

### Barre fixe
| Rang               | Pays             | Gymnaste        | Total  |
| ------------------ | ---------------- | --------------- | ------ |
| Médaille d'or      | France           | Marcos Torres   | 20,000 |
| Médaille d'or      | Tchécoslovaquie¹ | Joseph Czada    | 20,000 |
| Médaille de bronze | Belgique         | A. Demol        | 19,500 |
| Médaille de bronze | ITA              | Osvaldo Palazzi | 19,500 |
| Médaille de bronze | Tchécoslovaquie¹ | Josef Sykora    | 19,500 |

## Tableau des médailles
| Rang | Nation           | Or | Argent | Bronze | Total |
| ---- | ---------------- | -- | ------ | ------ | ----- |
| 1    | ITA              | 5  | 1      | 2      | 8     |
| 2    | France           | 4  | 3      | 0      | 7     |
| 3    | Tchécoslovaquie¹ | 2  | 1      | 2      | 5     |
| 4    | Belgique         | 0  | 0      | 1      | 1     |
| 4    | Luxembourg       | 0  | 0      | 1      | 1     |

1: Même s'il n'existait pas de République de Tchécoslovaquie, les médaillés appartenaient à l'État de Bohême de l'Empire austro-hongrois, raison pour laquelle la fédération internationale de gymnastique a reconnu postérieurement comme propres aux Tchécoslovaques. 